# Миллуорд, Анна
Анна Розмонд Миллуорд, урождённая Уилсон (англ. Anna Rosmond Millward, род. 26 ноября 1971, Мельбурн) — австралийская профессиональная шоссейная велогонщица. Была одной из самых успешных австралийских велосипедисток с 1990-х до начала 2000-х годов. Четырёхкратная чемпионка Австралии. В 2000 году установила часовой рекорд езды.

## Карьера
Благодаря поддержке семьи, особенно отца, который умер, когда ей было 11 лет, в воспитании Анны Миллуорд большое внимание уделялось академическим наукам. В тот период жизни Милворд сосредоточилась на учёбе. Позже, по настоянию преподавателя, она получила комбинированную юридическую и научную степень в университете Монаша. Постепенно юриспруденция стала её основным предметом изучения, и в 1996 году она окончила университет со степенью юриста. Она впервые занялась велоспортом во время учёбы на юридическом факультете университета. Поначалу она ездила на велосипеде на учёбу и обратно, а затем вместе с друзьями решила принять участие в девятидневном развлекательном велопробеге Great Victorian Bike Ride. С этим походом Миллуорд и связывает свою страсть к велосипеду.
Затем в 1993 году она решила принять участие в своей первой гонке — соревнованиях низшего класса с местным клубом, которые она выиграла. Это положило начало её блестящей велосипедной карьере, которая привела к многочисленным победам в престижных соревнованиях.
В 1994 году она заняла третье место на чемпионате Австралии и выиграла критериум в штате Виктория. Она привлекла внимание национального тренера.
В следующем году она выиграла два этапа на Туре Новой Зеландии и заняла третье место в общем зачёте. Она стала чемпионкой Австралии по критериуму и выиграла групповую гонку Канберра—Гулберн. Благодаря этому она была отобрана в национальную сборную для участия в гонках в США и Швейцарии. Её выступления были прерваны, когда она сломала бедро во время швейцарской гонки. Она вернулась в Австралию и сосредоточилась на учёбе. Чтобы принять участие в Олимпийских играх, она отложила начало стажировки на последнем курсе до декабря 1996 года. Она переехала в Канберру, чтобы тренироваться в Австралийском институте спорта.
В начале 1996 года она выиграла несколько гонок и с полной уверенностью вышла на чемпионат Австралии, который послужил отбором на Олимпийские игры того года. Она выиграла по медали в каждом из видов, в которых принимала участие, и поэтому была включена в список спортсменов, получивших право поехать в Афины. В Европе она завоевала жёлтую майку на Туре де л’Од. Она также выиграла этап на Туре Майорки и заняла шестое место на Либерти Классик. Это обеспечило ей одно из четырёх мест на Олимпийских играх. Вскоре после этого она продемонстрировала свою силу на пятом этапе Вуменс Челлендж, финишировав на четыре минуты и двенадцать секунд раньше своих преследователей. Второе место в финальной индивидуальной гонке прифнесло ей победу в общем зачёте. На Олимпийских играх она заняла десятое место в индивидуальной гонке с раздельным стартом и семнадцатое — в групповой гонке.
В 1997 году, ещё под своей девичьей фамилией Уилсон, она стала чемпионкой Австралии в индивидуальной гонке и заняла второе место в групповой гонке. Затем она посвятила себя завершению учёбы и участвовала в гонках только в Океании. Тем не менее она выиграла индивидуальную гонку австралийского чемпионата и заняла второе место в групповой гонке. После этого она побила рекорд Австралии по часовой езде — 45,399 км/ч, тогда как Жанни Лонго за тот же период разогналась до 48,159 км/ч.
В 1998 году выступала за сборную Австралии. В марте она вышла на старт первой гонки в истории Женского мирового шоссейного кубка в Сиднее в качестве фаворита, уже выиграв девять раз в других гонках в 1998 году. Но по итогам гонки заняла лишь четырнадцатое место. Затем приняла участие в Туре Сноуи. На втором этапе она показала себя очень настойчивой, лидируя на четырёх из семи подъёмов дня. Однако в спринте она соскользнула с педали и не попала в хорошую классификацию. На следующий день она атаковала вместе с Деде Деме после десяти километров гонки. Они боролись в спринте, и Анна Уилсон одержала победу. В индивидуальной гонке на заключительном этапе она снова победила, опередив специалистов — Клару Хьюз и Жанни Лонго. В итоговом общем зачёте она стала второй, уступив Деде Деме.
После перерыва она участвовала в Либерти Классик, а затем в Вуменс Челлендж. Она победила в спринте в Айдахо-Сити. В последующие дни она провела ряд атак, но не смогла одержать вторую победу. На Джиро д’Италия она выиграла четвёртый этап в спринте, опередив Диану Жилюте, затем седьмой, обогнав своих товарищей по отрыву, и, наконец, десятый в групповом спринте. Она выиграла классификацию по очкам и заняла четырнадцатое место в общем зачёте. Несмотря на ухудшение формы, она выиграла ещё один этап в спринте на Гранд Букль феминин.
На Играх Содружества она завоевала золото в гонке с раздельным стартом и бронзу в групповой гонке. На чемпионате мира она была лишь десятой в групповой гонке и четырнадцатой в гонке с раздельным стартом. Она утешила себя тем, что завоевала титул чемпионки Австралии в гонке с раздельным стартом. Она также заняла второе место в групповой гонке.
Анна Миллуорд дважды принимала участие в Олимпийских играх — в Атланте в 1996 году и в Сиднее в 2000 году, где она финишировала четвёртой в групповой гонке и индивидуальной гонке на глазах у родной публики.
В 1999 году она подписала контракт с американской командой Saturn, чтобы принимать участие в международных гонках. На первом этапе Кубка мира в Канберре её атаки привели к образованию группы из двенадцати гонщиков. За полтора круга до финиша она ускорилась, но её настигла Ханка Купфернагель. Австралийка победила, опередив немку. Затем она участвовала в гонках в США, выигрывая различные соревнования, в том числе Sea Otter Classic. Однако её отсутствие на Примавера Роза и Флеш Валонь Фамм позволило Ханке Купфернагель возглавить турнирную таблицу Кубка мира. В Монреале обе гонщицы сражались на склонах Мон-Руаяля. Анна Уилсон финишировала третьей и оторвалась от Купфернагель на несколько очков. На Либерти Классик соотношение сил изменилось на противоположное. Затем австралийка добавила в свой почётный список этап Вуменс Челлендж.
Оставалось три этапа Кубка мира. В Трофи Интернешнл отрыв из десяти гонщиков боролся за победу, забрав большую часть очков. Тур Роттердама завершился спринтом. Анна Уилсон стала третьей, Ханка Купфернагель — четвёртой. Анна Уилсон выиграла Гран-при Наций, опередив на двадцать девять секунд Жанни Лонго.
Ханка Купфернагель начала женский Гран-при Швейцарии с восемнадцати очков, опережая Анну Уилсон в рейтинге Кубка мира. Ханка Купфернагель получила прокол незадолго до начала финального круга. Вера Холфельд открыла спринт. Анна Уилсон выиграла гонку, опередив Ханку Купфернагель примерно на двадцать сантиметров. Это позволило ей выиграть Кубок мира. Чуть позже она завоевала серебро в гонке с раздельным стартом на чемпионате мира, опередив лишь обладателя титула, Леонтин ван Морсел. В групповой гонке она заняла второе место, уступив Эдите Пучинскайте в спринте с двенадцатью гонщиками.
В 2000 году она стала чемпионкой Австралии в групповой гонке и снова заняла второе место в индивидуальной гонке. Миллуорд также одержала множество побед на этапах крупных туров и часто занимала первые места в общем зачёте. 18 октября 2000 года на велодроме в Мельбурне Миллуорд установила новый мировой рекорд в часовой гонке — 43,501 километра, который продержался чуть менее трех недель, пока его не превзошла Жанни Лонго-Сипрелли. В том же году Анна Уилсон снова победила на Вуменс Челлендж.
В 2001 году Анна Уилсон повторила свой успех, выиграв Женский мировой шоссейный кубок UCI. За свою велосипедную карьеру она выиграла в общей сложности 5 гонок Кубка мира.
В 2002 году Анна Миллуорд получила травму ноги. Она обратилась к нескольким специалистам и даже перенесла операцию, но так и не смогла вернуть себе нормальное самочувствие. Она вернулась на работу юристом в ту же фирму, что и до начала своей велосипедной карьеры.
В 2003 году Анна Миллуорд завершила свою карьеру велосипедистки после затянувшихся последствий операции на бедре.
В 2007 году она возглавила женскую группу T-Mobile.

### Обвинение в употреблении допинга
В 2001 году проба Анны Миллуорд дала положительный результат на лидокаин во время велогонки Тур де л'Од феминин, но ей удалось доказать, что это вещество входило в состав средства от комаров, которое распространяло руководство команды. Также было установлено, что ранее она заявляла об использовании этого средства. Перед слушаниями она добровольно отказалась от участия в соревнованиях. Через три месяца с неё были сняты все обвинения.

## Достижения
1994
3-я на Чемпионате Австралии, групповая гонка
1996
Вуменс Челлендж
2-я на Чемпионате Австралии, индивидуальная гонка
3-я на Чемпионате Австралии, групповая гонка
1997
 Чемпионат Австралии, индивидуальная гонка
2-я на Чемпионате Австралии, групповая гонка
1998
 Чемпионат Австралии, индивидуальная гонка
1-й, 3-й и 5-й этапы Women’s Classic
2-я на Тур Сноуи
 Игры Содружества, групповая гонка
1999
Женский мировой шоссейный кубок UCI
Национальный календарь по шоссейному велоспорту США
Сеа Оттерс Классик
1-й этап Вуменс Челлендж
Австралиа Ворлд Кап
Гран-при Швейцарии
Гран-при Наций
2-я на Чемпионате мира, групповая гонка
2-я на Чемпионате мира, индивидуальная гонка
3-я на Монреаль Ворлд Кап
3-я на Туре Роттердама
2000
 Чемпионат Австралии, групповая гонка
Вуменс Челлендж:
- генеральная классификация
- 1-й и 10-й этапы

Австралиа Ворлд Кап
2-я на Чемпионате Австралии, индивидуальная гонка
3-я на Тур Сноуи
4-я на Олимпийских играх, групповая гонка
4-я на Олимпийских играх, индивидуальная гонка
2001
Женский мировой шоссейный кубок UCI
 Чемпионат Австралии, индивидуальная гонка
Сеа Оттерс Классик
Пролог Тура Тюрингии
1-й, 7-й и 8-й этапы Тур де л'Од феминин
1-й, 2-й и 3-й этапы Тура Сноуи
Нью Зиланд Ворлд Кап
Австралиа Ворлд Кап
Гран-при Наций
2-я на Либерти Классик
2-я на Флеш Валонь Фамм
3-я на Трофи Интернешнл
2002
2-й и 8-й этапы Вуменс Челлендж
2-я на Играх Содружества, индивидуальная гонка
2-я на Чемпионате Австралии, индивидуальная гонка
2-я на Монреаль Ворлд Кап

### Статистика выступления наГранд-турах
| Гонка / Год          | 1996 | 1997 | 1998 | 1999 | 2000 | 2001 | 2002 |
| -------------------- | ---- | ---- | ---- | ---- | ---- | ---- | ---- |
| Гранд Букль феминин  | —    | —    | DNF  | —    | —    | —    | DNF  |
| Тур де л'Од феминин  | DNF  | —    | —    | 25   | 6    | 38   | —    |
| Джиро д’Италия Донне | —    | —    | 14   | —    | —    | —    | DNF  |

### Рейтинги
| Год                 | 1996 | 1997 | 1998 | 1999 | 2000 | 2001 | 2002 |
| ------------------- | ---- | ---- | ---- | ---- | ---- | ---- | ---- |
| Мировой рейтинг UCI | 18-й | -    | 22-й | 2-й  | 3-й  | 1-й  | 28-й |
| Мировой кубок UCI   |      |      | 15-й | 1-й  | 9-й  | 1-й  | 16-й |
|                     |      |      |      |      |      |      |      |
| Источник: UCI       |      |      |      |      |      |      |      |

## Награды
Пять раз, в 1996, 1998, 1999, 2000 и 2001 годах, Анна Миллуорд была признана велосипедисткой года в Австралии.
В 1999 году она также получила приз Sir Hubert Opperman Trophy как лучшая велосипедистка.
В 2015 году она была включена в Зал славы велоспорта Австралии.

## Личная жизнь
Анна Уилсон вышла замуж в 2000 году, и сменила фамилию на Миллуорд.
Затем она совершила каминг-аут, и в 2012 году она жила с Юдит Арндт. Они были вместе в команде Saturn в 2002 году, затем в команде T-Mobile в 2007 году.

## В искусстве
В 2000 году её портрет работы Саймона Бенца был вывешен на Премии Арчибальда.